# Burgstraat (Gent)
De Burgstraat in de Belgische stad Gent is een oude straat die sinds eertijds een toegangsweg vormde tot het Gravensteen, of burcht. Aan het ander einde van de straat bevindt zich het Groot Begijnhof Sint-Elisabeth.
Ook nu nog is het een belangrijke straat waar tramlijn 1 door loopt en waar verschillende belangrijke gebouwen langs staan. Toch heeft de straat een eerder heterogeen beeld door de mengeling van oude en moderne gebouwen.

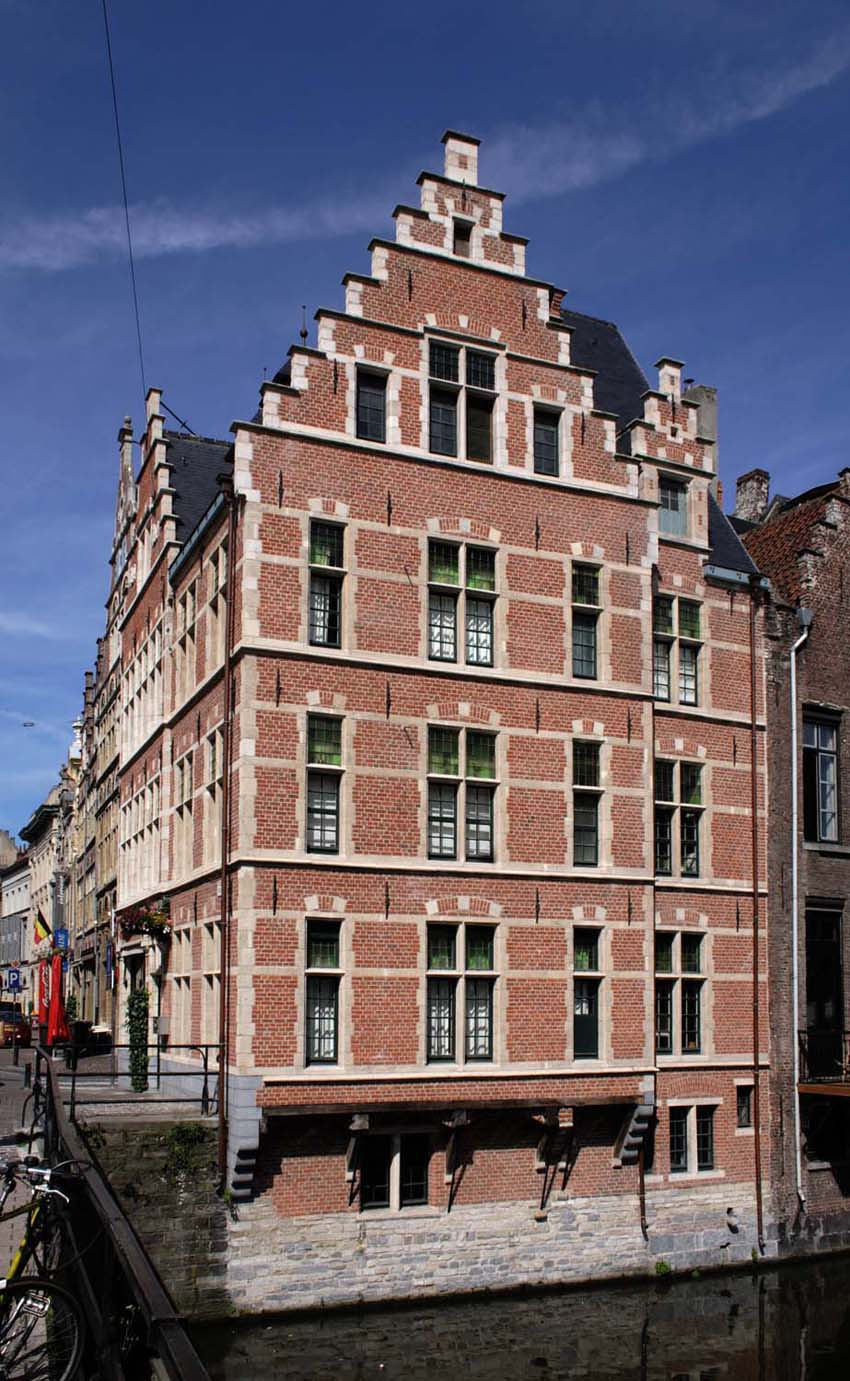
Hoekhuis Het Trompetje op nummer 2
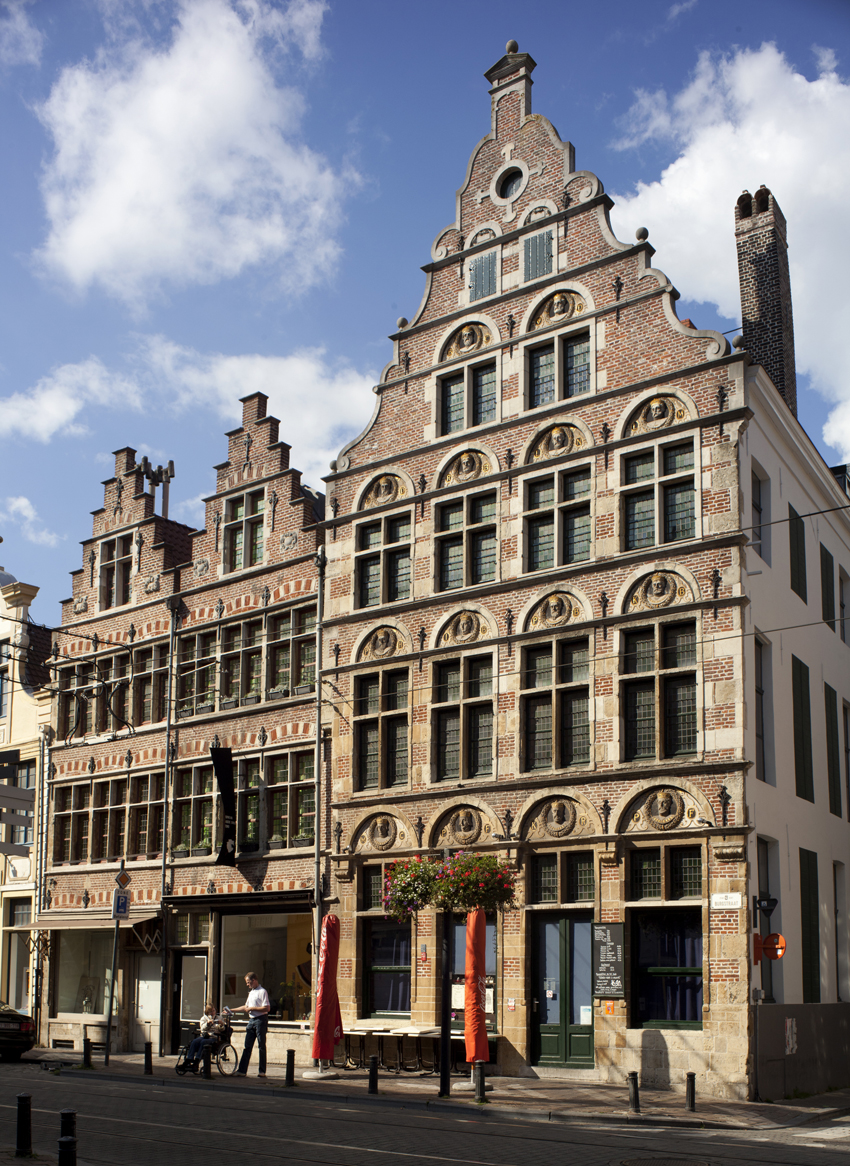
Links twee trapgevels uit de 17e eeuw (nummers 6 en 8), rechts het Huis der Gekroonde Hoofden op nummer 4
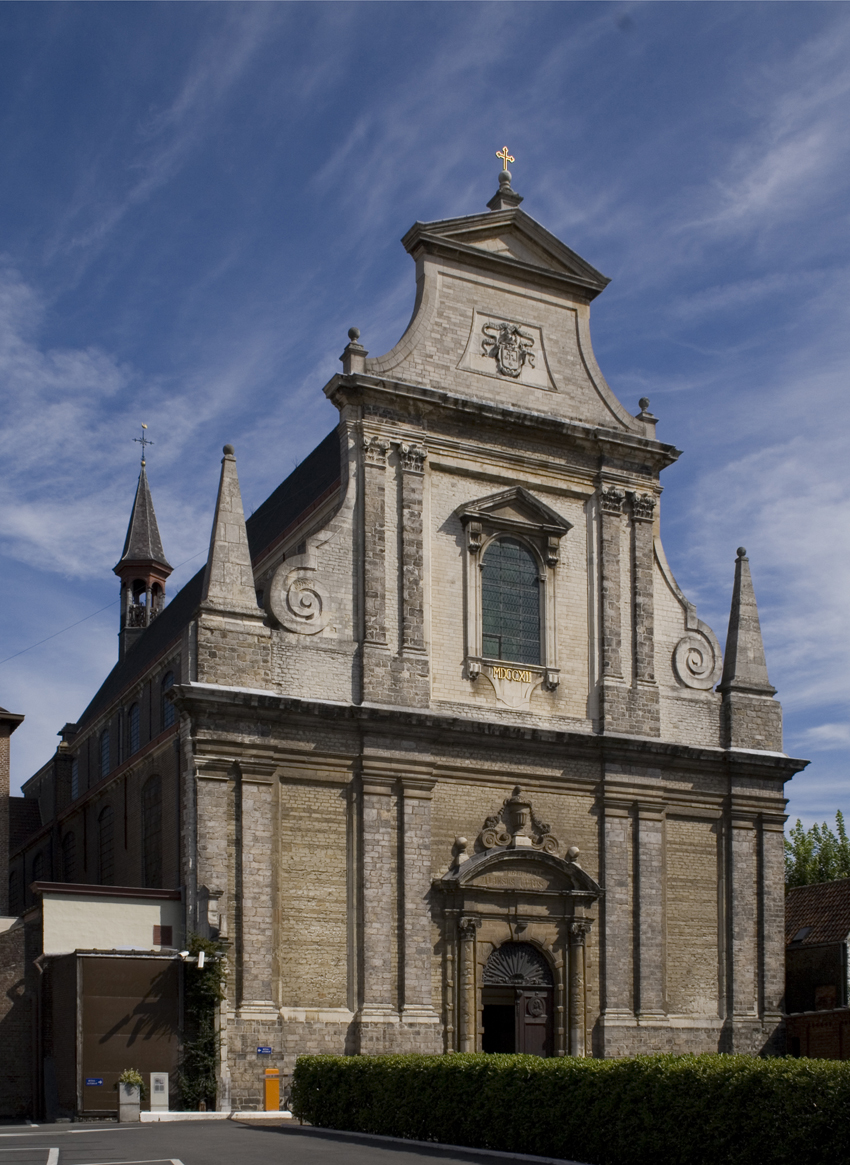
Kloosterkerk van de ongeschoeide karmelieten op nummer 46